# Nymphicus
Nymphicus is een geslacht van kaketoes (Cacatuidae). Het geslacht telt één soort.

## Soorten
- Nymphicus hollandicus – Valkparkiet